# Moravské kolo spisovatelů
Moravské kolo spisovatelů byl spolek česky (resp. moravským či slezským nářečím) píšících spisovatelů, který existoval v letech 1912–1948.

## Historie

### Ustanovení
Spolek byl ustanoven na valné hromadě Literárního odboru Klubu přátel umění ze dne 5. července 1912 v Luhačovicích. O vzniku rozhodli: Viktor Kamil Jeřábek, Metoděj Jahn, František Novák, Stanislav Cyliak, Adolf Bohuslav Dostal, František Pečinka, Josef Holý a Josef Kalus. Do této doby byli moravští literáti členy Literárního odboru Klubu přátel umění. Cítili se zde jako cizorodý prvek mezi výtvarníky, kteří v Klubu tvořili většinu. Myšlenka zřídit samostatný spolek vznikla na schůzi Literárního odboru 24. března 1912 U Stopků v Brně, kde byly schváleny stanovy „Moravského kola spisovatelů“ (autor Josef Holý). Moravským místodržitelstvím byly povoleny dne 24. května 1912.

### Účel spolku[2]
- podporovati morálně i hmotně všechny snahy a podniky na povznesení kultury českého národa vůbec, a zvláště na Moravě po všech stránkách duchovního života;

- vzbuzovati zájem pro literární umění v nejširších vrstvách lidových českého národa, zvláště na Moravě;

- pěstovati rázovité umění slovesné;

- vypisovati a udíleti literární ceny a stipendia studijní, badatelská nebo cestovní, udělovati podpory nemocenské, starobní a vdovské členům činným;

- podávati úsudky a dobrozdání o otázkách a předmětech kulturních a uměleckých;

- chrániti hmotných zájmů českých spisovatelů.

### Činnost spolku
K propagaci vydavatelské činnosti spolku byl založen zpravodaj Pískle v trní (1925–1929). Pro zintenzivnění nakladatelského podnikání založila valná schůze 25. listopadu 1928 ediční družstvo DMKS (Družstvo Moravského kola spisovatelů). První představenstvo Družstva tvořili: Karel Elgart Sokol, Jan Vojtěch Sedlák, Pavel Fink, Vojtěch Martínek, Antonín Veselý a Bohuš Skandera, dozorčí radu Josef Cipr, Miroslav Bedřich Böhnel a Antonín Šrámek.
V letech 1930–1941 a 1946–1948 družstvo vydávalo i vlastní umělecký měsíčník Kolo. Obsah časopisu tvořily převážně ukázky z nové knižní produkce DMKS a informativní články o jejích autorech. Vedle toho časopis přinášel i záznamy projevů na různých akcích Moravského kola spisovatelů (setkání moravských spisovatelů s prezidentem Benešem, valná hromada MKS konaná u příležitosti 90. výročí narození Jana Herbena v Brumovicích, apod.).
Roku 1934 získalo MKS knihkupeckou koncesi a 20. září 1936 otevřelo knihkupectví na Dominikánském náměstí 2. Je zajímavé, že MKS nebyla přijata knihkupeckým svazem.
V roce 1942 byli zvoleni vedoucími spolku i Družstva Dalibor Chalupa, Václav Prokůpek a Vladimír Stupka. Obě instituce byly bez prostředků. Výše uvedeným se podařilo plnit jeden z důležitých úkolů spolku, tj. „udělovati podpory nemocenské, starobní a vdovské členům činným“. V letech 1942–1945 rozdali na podporách nejen členům činným, ale i jiným (např. Josefu Horovi, Marii Majerové) 2 159 400 korun.
Hned po válce se „Revoluční proud“ – tvořený hlavně skupinou příslušníků KSČ, domáhal vytvoření nové a jednotné spisovatelské organizace na Moravě. Podařilo se mu pomocí komunistů dr. Bohumila Hochmana, právníka, zastupujícího kulturní referát Národního výboru (NV) města Brna a MUDr. Antonína Černocha, kulturního referenta Zemského národního výboru (ZNV), obejitím platných zákonů, zrušit MKS a vymazat ho ze spolkového rejstříku (výměrem ZNV z 29. srpna 1945). „Předrevoluční“ MKS se proti tomu postavilo. Předalo záležitost advokátní kanceláři JUDr. Jana Spíška. Protože nebylo při rušení a vymazání postupováno podle zákona, soudní spor MKS vyhrálo. ZNV musel ustoupit; zrušil výnosem ze 14. ledna 1947 svá dřívější usnesení a uznal kontinuitu Kola od poslední změny stanov (od roku 1941).
Obnovená činnost MKS netrvala dlouho. 26. 2. 1948 byl ustaven Akční výbor (AV) MKS: předseda Bohumír Polách (KSČ), místopředseda Mirek Elpl (sociální demokracie), členové Jarmila Urbánková (KSČ), Alois Boček (bez politické příslušnosti), Vojtěch Martínek (národní socialisté) a za zaměstnance Jan Stavinoha (bez politické příslušnosti).

### Zánik spolku
1. 3. 1948 proběhla schůze Sdružení moravských spisovatelů (SMS), které se zúčastnili: František Trávníček (předseda AV SMS), Jaroslav Gregor, Oldřich Bárta, Josef Kainar, Jaromír Tomeček (člen AV SMS), Ludvík Kundera (člen AV SMS), Oldřich Mikulášek, Vladimír Pazourek, J. L. Krejčí, Karel Kapoun, Čestmír Jeřábek, Oldřich Audy, J. V. Pleva a host Bohumír Polách (předseda AV MKS). Přítomní se usnesli na rozpuštění SMS i MKS a na pojmenování nového subjektu: Skupina moravskoslezských spisovatelů a na složení jeho AV (složeného z AV rozpuštěných spolků).
2. 3. 1948 na další schůzi AV Skupiny moravskoslezských spisovatelů byl proveden návrh Bohumíra Polácha o roztřídění členstva: 1. bývalí členové obou spolků žijící v Čechách přestávají být členy Skupiny. 2. byli jednomyslně vybráni „nesporně literárně schopní“ obou bývalých spolků, tvořící kádr členstva Skupiny. 3. byli vybráni členové obou bývalých spolků, kteří budou vyzváni k podání nové přihlášky. 4. ze seznamu byli vyškrtnuti zbývající autoři.

## Představitelé Moravského kola spisovatelů[9][10]
| předseda                                       | místopředsedové                                                                | jednatelé | pokladníci                                              | redaktoři literární                                            | redaktoři výtvarní (nebyli členy spolku)              |
| Viktor Kamil Jeřábek 5. 7. 1912 – 11. 12. 1921 | Otakar Bystřina 1912–1913, Ondřej Přikryl 1913–1915, Otakar Bystřina 1915–1921 | Josef Holý 1912–1913, Adolf Bohuslav Dostal 1913–1915, Vojtěch Martínek 1915–1920, Bedřich Beneš Buchlovan 1920–1921 | Stanislav Kovanda 1912–1920, Stanislav Cyliak 1920–1921 |                                                                |                                                       |
| Otakar Bystřina 11. 12. 1921 – 7. 1. 1923      | Vojtěch Martínek                                                               | Adolf Veselý | Stanislav Cyliak                                        |                                                                |                                                       |
| Josef Holý 7. 1. 1923 – 4. 1. 1925             | Vojtěch Martínek                                                               | Adolf Veselý | Josef Cipr                                              |                                                                |                                                       |
| Otakar Bystřina 4. 1. 1925 – 27. 12. 1925      | Josef Holý                                                                     | Josef Staněk | Josef Cipr                                              |                                                                |                                                       |
| Karel Sokol Elgart 27. 12. 1925 – 21. 7. 1929  | Viktor Kamil Jeřábek 1925–1927, Miroslav Bedřich Böhnel 1927 – 2. 12. 1929     | Adolf Veselý 1925–1927, Josef Staněk 1927, Oldřich Zemek 1927, Pavel Fink 1927 – 2. 12. 1929                         | Jan Janča 1925–1928, Josef Cipr 1928 – 2. 12. 1929      |                                                                |                                                       |
| Antonín Trýb 2. 12. 1929 – před 27. 9. 1930    | Jan Vojtěch Sedlák 1929 – 27. 9. 1930                                          | Alois Böhm 2. 12. 1929 – před 27. 9. 1930                                                                            | Josef Cipr 1929 –27. 9. 1930                            | Josef Cipr 1930, Josef Staněk 1930                             |                                                       |
| Josef Staněk 27. 9. 1930 – 3. 2. 1936          | Bedřich Böhnel, Antonín Veselý                                                 | Miloš Jirko, Bedřich Beneš-Buchlovan, František Neužil, Rajmund Habřina                                              | Josef Cipr                                              | Josef Cipr, Antonín Veselý, Rajmund Habřina                    |                                                       |
| Jaroslav Zatloukal 1941–1941                   |                                                                                | Vladimír Stupka |                                                         |                                                                |                                                       |
| Dalibor Chalupa 1941 – 11. 5. 1946             |                                                                                | Vladimír Stupka |                                                         | –                                                              |                                                       |
| Dominik Nejezchleb-Marcha 3. 2. 1936 – 1941    | Jan Vojtěch Sedlák                                                             | Rajmund Habřina, Antonín Veselý                                                                                      | Mirek Elpl                                              | Raimund Habřina, Antonín Veselý                                | Josef Zamazal, František Podešva, František Bílkovský |
| Vojtěch Martínek 11. 5. 1946 – ?               | Stanislav Kovanda                                                              | |                                                         | řídí František Nečas + redakční rada, odpovědný Antonín Šrámek |                                                       |
| Antonín Šrámek ? –1. 3. 1948                   |                                                                                | |                                                         | řídí František Kropáč + redakční rada*                         |                                                       |

* K. Bednář, Josef Knap, František Lazecký, Jaroslav Nečas, Václav Prokůpek, Vladimír Stupka, Jarmila Urbánková

## Členové spolku[2]
- činní členové – čeští literáti pěstující krásné písemnictví
- přispívající členové – příznivci literatury a umění
- zakládající členové – složili 200 korun
- čestní členové – osoby, které se zasloužily o literaturu a umění

### Činní členové
Přehled byl sestaven dle zápisů ze schůzí spolku (Zápisní kniha, aj.), zpravodaje Pískle v trní, časopisu Kolo, materiálu Činní členové Moravského kola spisovatelů … (seznam 107 členů, Vyúčtování podpor členům MKS).
V rubrice Poznámky jsou v tabulce postupně jsou uváděny následující údaje:
- vzdělání: FA fakulta architektury, FF filosofická fakulta, LF lékařská fakulta, PeF pedagogická fakulta, PrF právnická fakulta, PřF přírodovědecká fakulta, ČVUT České vysoké učení technické, AVU Akademie výtvarných umění, UÚ učitelský ústav, OA obchodní akademie, OŠ odborná škola, UKB Univerzita Komenského Bratislava, UŠ učňovská škola; UPŠ učňovská pokračovací škola, UW Universität Wien, VOŠ vyšší odborná škola, VUT Vysoké učení technické, ZOŠ zemská odborná škola
- stranictví: AS – Agrární strana, ČND – Československá národní demokracie, ČSL – Československá strana lidová, ČSNS – Československá strana národně socialistická, ČSSD – Československá strana sociálně demokratická, KSČ – Komunistická strana Československa, LSPnM – Lidová strana pokroková na Moravě, NDS – Národně demokratická strana, NS – Národní socialisté, SD – Sociální demokracie, SNJ – Strana národní jednoty
- věznění: R-U (Rakousko-Uhersko), za války, po únoru 1948[11]
- příbuzní
- podpory v letech 1942–1945 v korunách

#### Seznam činných členů
| Jméno příjmení                  | narození – úmrtí                                                                                 | členství od–do          | původní/matriční jméno příjmení; archiv                     | poznámky |
| Oldřich Audy                    | 16. 4. 1911 Brno-Žebětín – 17. 10 1995 Brno                                                      | 1944–1945 od            | Oldřich Audy; Br                                            | PeF MU, PaedDr.; 3 000 |
| František Václav Autrata        | 10. 8. 1872 Křižanov 143 – 28. 8. 1966 Brno                                                      | 1929–1948 zá            | Franz Autrata; Br                                           | FF UK; 7 000 |
| Zdeněk Bár                      | 19. 1. 1904 Štramberk – 17. 7. 1980 Ostrava                                                      | 1930–1948 zá            | Zdeněk Bár; Ol                                              | FF UK; vězněn 1949–1957; 4 000 (3 000 vrátil)                                                                                  |
| Jan Bárta                       | 27. 2. 1883 Dubňany 392 – 22. 3. 1959 Lednické Rovne (o. Púchov Slovensko)                       | 1933–1948 zá            | Jan Evanj. (Evangelista) Bárta; Br                          | reálka |
| Kamil Bednář                    | 4. 7. 1912, Praha – 23. 5. 1972, Mělník                                                          | –1948 zá                | Kamil Prokop Bednář; Pr                                     | nedokončil studia na UK |
| Matouš Béňa                     | 1. 10. 1861 Brodek u Přerova 18 – 18. 3. 1944 Olomouc                                            | 1912–1914 od            | Matheus Benia; Ol                                           | UÚ |
| Bedřich Beneš Buchlovan         | 21. 4. 1885 Tučapy 86 – 9. 9. 1953 Uherské Hradiště                                              | 1913–1948 zá            | Bedřich Beneš; Br                                           | UÚ; 6 000 |
| Božena Benešová                 | 30. 11. 1873 Nový Jičín 689 – 8. 4. 1936 Praha                                                   | 1926–1936 úm            | Božena Maria Zapletalová, Pr. Benešová; Op                  | měšťanka; prastrýc František Zapletal                                                                                          |
| Ladislav Bernatský              | 31. 5. 1904 Moravská Loděnice (nyní souč. obce Bohuňovice) – 8. 1. 1982 Olomouc                  | 1942–1948 zá            | Ladislav Bernatský; Ol                                      | FF MU; KSČ, oběť čistek; 9 000                                                                                                 |
| Petr Bezruč                     | 15. 9. 1867 Opava 262 – 17. 2. 1958 Olomouc                                                      | 1924–1948 zá            | Wladimir Johan Nep. Waschek; Op                             | gymnázium, ned. FF KU; vězněn 1915–1916; dr. h. c. KU, otec Antonín Vašek; 5 000 (peníze vrátil)                               |
| František Bíbus                 | 24. 1. 1903 Ústí n. Orlicí 326 – 11. 8. 1966 Pardubice                                           | 1945–1948 zá            | František Jan Bibus; Zá                                     | PrF UK |
| Ivan Blatný                     | 21. 12. 1919 Brno – 5. 8. 1990 Colchester (hrabství Essex, Spojené království)                   | 1944–1945 od            | Ivan Lev Blatný; Br                                         | FF MU; KSČ, 1948 se nevrátil z Londýna, syn Lva Blatného; 8 000                                                                |
| Alois Boček                     | 19. 6. 1909 Třešť 190 – 28. 2. 1986 Bendigo (Austrálie)                                          | 1945–1948 zá            | Alois Boček; Br                                             | farář; 6 000 |
| Alois Böhm                      | 6. 7. 1899 Brno-Řečkovice 68 – 14. 5. 1987 Brno                                                  | 1927–1948 zá            | Alois Böhm; Br                                              | reálka, ned. ČVUT; 3 000 |
| Miroslav Bedřich Böhnel         | 3. 7. 1886 Brno, Vrchlického sad – 23. 9. 1962 Praha                                             | 1927–1948 zá            | Bědřích Antonín Edvard Böhnel; Br                           | FF UK, PhDr.; 8 000 |
| Klement Bochořák                | 18. 1. 1910 Kunštát – 10. 8. 1981 Brno                                                           | 1944–1946 od            | Br                                                          | ned. OA; po únoru 1948 nemohl publikovat kat. lit.; 5 000                                                                      |
| Helena Bochořáková              | 29. 7. 1894 Vyškov, Josefská 2 – 28. 3. 1980 Brno                                                | 1945–1948 zá            | Helena Maria Klára Ditrichová, pr. Bochořáková; Br          | AVU |
| Richard Bojko                   | 31. 3. 1877 Bedřichov 23 – 22. 12. 1952 Napajedla                                                | 1916–1945 od            | Alois Horák; Br                                             | PrF UK; vězněn 1943 |
| Jan Boudyš                      | 13. 2. 1897 Záhornice-Poušť 2 – 19. 6. 1972 Sobotka                                              | 1945–1948 zá            | Jan Boudyš; Pr                                              | UÚ; švagr Václav Špála |
| Otýn Břeněk                     | 23. 3. 1870 Vanovice 90 – 28. 1. 1926 Brno, Zemská nemocnice                                     | 1912–1926 úm            | Otokar Břenek; Br                                           | gymnázium, ned. veterinu |
| Otokar Březina                  | 13. 9. 1868 Počátky 224 – 25. 3. 1929 Jaroměřice n. R. 40                                        | 1924–1929 úm            | Václav Ignác Jebavý; Tř                                     | UÚ |
| Otakar Bystřina                 | 23. 5. 1861 Věrovany 10 – 18. 7. 1931 Staré Hamry                                                | 1912–1931 úm            | Ferdinand Dostal, 24. 9. 1921 změna na Dostal=Bystřina; Ol  | PrF UK, JUDr. |
| Miloslav Bureš                  | 6. 11. 1909 Polička 56 – 12. 11. 1968 Praha                                                      | 1940–1948 zá            | Jan Bohuslav Bureš; Zá                                      | gymnázium, ned FF UK, 6 000 |
| Josef Cipr                      | 16. 2. 1881 Dolní Kounice 303 – 27. 10. 1956 Brno                                                | 1921–1948 zá            | Josef Zipper; Br                                            | reálka; 9 000 |
| Stanislav Cyliak                | 6. 5. 1859 Brno, Francouzská 28 – 12. 4. 1939 Brno, Veveří 38                                    | 1912–1939 úm            | Stanislaus Cyliak; Br                                       | |
| Jan Čarek                       | 29. 12. 1898 Heřmaň 51 – 27. 3. 1966 Praha                                                       | 1943–1948 zá            | Jan Čárek; Tř                                               | KSČ |
| Jan Čep                         | 31. 12. 1902 Litovel-Myslechovice – 25. 1. 1974 Paříž (Francie)                                  | 1933–1948 zá            | Ol                                                          | ned. FF UK; exil 1948 |
| Josef Černoch                   | 1. 8. 1873 Přerov 169 – 8. 6. 1953 Brno                                                          | 1929–1945 od            | Jozef Petr Černoch; Ol                                      | UÚ |
| Karel Červinka                  | 19. 5. 1872 Nová Ves 1 – 5. 3. 1949 Břehy                                                        | 1925–1939 od            | Karel Antonín Červinka; Zá                                  | PrF UK; bratr Adolfa Červinky                                                                                                  |
| František Čuberka               | 8. 3. 1901 Lipník n. Bečvou                                                                      | 1945–1948 zá            | František Čuberka; Ol                                       | 5 000 |
| Jakub Deml                      | 20. 8. 1878 Tasov 100– 10. 2. 1961 Třebíč                                                        | 1923–1927 od            | Jakub Deml; Br                                              | gymnázium, kněz, vystoupil 1907                                                                                                |
| Julius Dolanský                 | 23. 2. 1903 Holešov-Všetuly 74 – 26. 4. 1975 Praha                                               | 1945–1948 zá            | Julius Heidenreich, od 9. 11. 1945 Dolanský; Br             | FF MU; ČSD, KSČ vězněn za války; 6 000                                                                                         |
| Jaromír Doležal Pojezdný        | 17. 8. 1883 Vladislav-Hostákov 30 – 19. 10. 1965 Praha                                           | 1938–1948 zá            | Jaromír Josef Ludvik Doležal; Br                            | FF UW, PhDr.; 3 000 |
| Josef Doležal                   | 24. 7. 1893 Litomyšl 34 – 27. 12. 1965 Praha                                                     | 1940–1945 od            | Josef (Calasan) Doležal; Zá                                 | PrF UK, JUDr. |
| Adolf Bohuslav Dostal           | 30. 12. 1873 Praha-Veleslavín – jaro 1940 Charkov (Sovětský svaz)                                | 1912–1923 od            | Adolf Bohuslav Vojtěch Dostal; AP                           | PrF UK; bratr Leopoldy Dostálové                                                                                               |
| Karel Dvořáček                  | 31. 10. 1911 Ivanovice na Hané 19 – 20. 8. 1945 Brno                                             | 1944–1945 úm            | Karel Leopold Dvořáček; Br                                  | UÚ; vězněn 1941, 1944–1945; 16 000                                                                                             |
| Emil Dvořák                     | 17. 10. 1896 Vlkoš 171 – 28. 9. 1970 Praha                                                       | 1933–1948 od            | Emil Dvořák; Br                                             | 13 000 |
| Karel Elgart Sokol              | 18. 1. 1874 Ivančice 150/2 – 21. 7. 1929 Potštejn                                                | 1912–1916, 1924–1929 úm | Karel Eduard Elgart; Br                                     | UÚ, mim. posl. VUT |
| Eduard Elpl                     | 9. 10. 1871 Brno-Líšeň 38 – 21. 8. 1959 Brno-Líšeň                                               | 1945–1948 zá            | Eduard Elpl; Br                                             | syn Mirek Elpl |
| Mirek Elpl                      | 16. 11. 1905 Brno-Líšeň Náměstí 10 – 7. 2. 1960 Brno                                             | 1935–1948 zá            | Eduard František Elpl; Br                                   | vězněn 1944–1945; sociální demokracie; 17 000                                                                                  |
| Valdemar Ethen                  | 23. 1. 1883 Prostějov 36 –12. 4. 1949 Brno                                                       | 1945–1948 zá            | Štěpán Pavel Kožušníček; Ol                                 | PrF a FF UK, PhDr.; 2 000 |
| Pavel Fink                      | 1. 6. 1891 Zaječov 34 – 18. 4. 1965 Nymburk                                                      | 1927–1948 zá            | Pavel Fink; Pr                                              | otec Petr Fink; 1 500 |
| Jan Florian                     | 24. 11. 1897 Brno, Františka Josefa 5 – 7. 5. 1942 Mauthausen (Rakousko)                         | 1941–1942 úm            | Jan Anton Valentin Siegfried Florian; Br                    | LF KU, MUDr.; vězněn, popraven; 10 000 (vdova)                                                                                 |
| Adolf Gajdoš                    | 16. 10. 1884 Prusy-Boškůvky, Moravské Prusy – 26. 10. 1966 Brno                                  | 1941–1948 vy            | Adolf Gajdoš; Br                                            | 25 500; vyloučen AV MKS 21. 2. 1948                                                                                            |
| Drahomíra Gajdošová             | 1921 Brno                                                                                        | –1948 vy                | Br                                                          | vyloučena AV MKS 21. 2. 1948                                                                                                   |
| Bedřich Golombek                | 5. 2. 1901 Ostrava-Hrušov 36 – 31. 3. 1961 Brno                                                  | 1945–1948 zá            | Friedrich Fridolin Golombek; Op                             | gymnázium, ned. PrF MU |
| Jaroslav Gregor Velšovský       | 6. 8. 1901 Rašovice – 1968                                                                       | 1936–1945 od            | Jaroslav Gregor; Br                                         | JUDr.; 9 500 |
| Rajmund Habřina                 | 28. 9. 1907 Příbram na Moravě 113 – 2. 4. 1960 Brno                                              | 1933–1945 od            | Raimund Chatrný; Br                                         | FF MU, PhDr.; vězněn 1941–1942; 20 000                                                                                         |
| František Hamza                 | 6. 3. 1868 Humpolec-Kletečná 20 – 4. 6. 1930 Brno, Schodová 9                                    | 1925–1930 úm            | František Jindřich Hamsa; Tř                                | LF KU, MUDr. |
| Karel Handzel                   | 28. 10. 1885 Ostrava-Moravská Ostrava 743 – 11. 4. 1948 Praha                                    | 1927–1948 zá            | Karel Handzel; Op                                           | gymnázium, ned. FF UK |
| Prokop Miroslav Haškovec        | 1. 2. 1876 Bechyně 10 – 21. 12. 1935 Brno                                                        | 1927–1935 úm            | Prokop Miroslav Haškovec; Tř                                | FF UK, Sorbonna |
| Karel Jan Hejda                 | 27. 7. 1876 Mladá Boleslav 111 – 19. 2. 1958 Zlín                                                | 1945–1948 zá            | Karel Ferdinand Hejda; Pr                                   | 3 000 |
| Žofie Hekelová                  | 11. 11. 1920 Konice – 20.7. 1993 Lechovice                                                       | 1945–1948 zá            | Žofie Strnadová, pr. Hekelová; Br                           | 8 000 |
| Jan Herben                      | 7. 5. 1857 Brumovice 176 – 24. 12. 1936 Praha                                                    | 1926–1936 úm            | Johann Nepom. Herben; Br                                    | FF UK |
| Josef Holý                      | 6. 2. 1874 Košík – 6. 2. 1928 Brno                                                               | 1912–1928 úm            | Josef Holý; Pr                                              | FF UK; NS, ČSL |
| František Horečka               | 25. 3. 1894 Frenštát p. Radhoštěm – 25. 2. 1976 Nový Jičín                                       | 1928–1948 zá            | František Richard Horečka; Op                               | 19 000 |
| Antonín Horsák                  | 10. 6. 1891 Kunovice 192 – 15. 12. 1971                                                          | 1945–1948 zá            | Antonín Tomáš Horsák; Br                                    | |
| Josef Richard Hradecký          | 7. 2. 1886 Kostelní Radouň – 5. 7. 1947 Praha                                                    | 1925 od                 | Josef Roubíček, 1923 Josef Hradecký; Tř                     | UŠ |
| Jaroslav Humberger              | 20. 12. 1902 Nové Dvory – 1945 Dachau (Německo)                                                  | 1937–1945 úm            | Jaroslav Humberger; AŽ                                      | UPŠ |
| Josef Chaloupka                 | 4. 6. 1898 Brno-Královo Pole 3 – 24. 1. 1930 Brno                                                | 1925–1930 úm            | Josef Chaloupka; Br                                         | UÚ |
| Dalibor Chalupa                 | 27. 1. 1900 Letovice – 14. 6. 1983 Praha                                                         | 1940–1948 zá            | Dalibor Josef Chalupa; Br                                   | UÚ |
| Metoděj Jahn                    | 14. 10. 1865 Valašské Meziříčí – 14. 9. 1942 Hranice                                             | 1912–1942 úm            | Methoduis Cyrill Jahn; Op                                   | UÚ; 10 000 (vdova) |
| Jan Janča                       | 13. 9. 1866 Vlčnov 37 – 27. 1. 1928 Brno, Zemská nemocnice                                       | 1925–1928 úm            | Johann Janča; Br                                            | gymnázium, ned. PrF UK |
| Karel Ludvík Jelínek            | 14. 8. 1871 Enzersdorf (Rakousko) – 17. 1. 1934 Brno                                             | 1913–1923 od            | Karel Jelínek;?                                             | PrF NKFU syn Ivan Jelínek |
| Viktor Kamil Jeřábek            | 4. 2. 1859 Litomyšl – 16. 4. 1946 Litomyšl                                                       | 1912–1945 od            | Victor Antonin Jeřabek; Zá                                  | reálka, pedagogium; syn Čestmír Jeřábek; 8 000                                                                                 |
| Miloš Jirko                     | 20. 1. 1900 Kelč-Němetice – 24. 6. 1961 Praha                                                    | 1927–1948 zá            | Op                                                          | FF UK a UKB; vězněn 1940–1945; 24 000                                                                                          |
| Jaromír John                    | 16. 4. 1882 Klatovy – 24. 4. 1952 Jaroměř (o. Náchod)                                            | 1920–1923 od            | Bohumil Václav Rudolf Markalous; Pl                         | PřF UK |
| František Jura                  | 2. 9. 1905 Zastávka u Brna (o. Brno-Venkov) – 24. 11. 1990                                       | 1940–1948 zá            | František Robert Jura; Br                                   | vězněn za války |
| Richard Jura                    | 28. 6. 1902 Zastávka u Brna (o. Brno-Venkov)                                                     | 1940–1948 zá            | Richard František Jura; Br                                  | |
| Eva Jurčinová                   | 20. 4. 1886 Studeněves (o. Kladno) – 14. 12. 1969 Praha                                          | 1927–1948 zá            | Anna Marie Navrátilová, pr. Weberová; Pr                    | 10 000 |
| Jan Kabelík                     | 6. 5. 1864 Přerov – 17. 10. 1928 Praha                                                           | 1926–1928 úm            | Jan Kabelík; Ol                                             | FF UK |
| Bohuš Kafka                     | 17. 9. 1901 Náměšť n. Osl. (o. Třebíč) – 14. 11. 1978 Brno                                       | 1940–1948 zá            | Bohumír Kafka; Br                                           | OA; 12 000 |
| Ozef Kalda                      | 4. 8. 1871 Nové Město na Moravě 135 (Žďár n. S.) – 2. 1. 1921 Praha                              | 1913–1921 úm            | Josef Kalda; Br                                             | kněžský seminář |
| Josef Kalus                     | 16. 2. 1855 Frenštát p. Radhoštěm 121 (o. Nový Jičín) – 11. 12. 1934 Frenštát p. R.              | 1912–1934 úm            | Josef Kallus; Op                                            | UÚ |
| Ferdinand Karafiát              | 1. 9. 1870 Horní Štěpánov 79 (o. Prostějov) – 13. 4. 1928 Konice (o. Prostějov)                  | 1913–1928 úm            | Ferdinand Karafiat; Br                                      | LF UK |
| Josef František Karas           | 4. 12. 1876 Tišnov 180 (o. Brno-Venkov) – 19. 2. 1931 Přerov-Dluhonice                           | 1912–1913, 1924–1931 úm | Josef Franc Karas; Br                                       | gymnázium |
| Jan Kárník                      | 16. 8. 1870 Nové Město na Moravě 228 (o. Žďár n. S.) – 27. 12. 1958 Nové Město na M.             | 1930–1948 zá            | Josef Svítil; Br                                            | LF UK a UW; 14 000 |
| František Klika                 | 10. 12. 1896 Praha – 15. 2. 1956 Praha                                                           | 1945–1948 zá            | František JosefAP                                           | |
| Josef Knap                      | 28. 7. 1900 Podůlší (o. Jičín) – 13. 12. 1973 Praha                                              | 1945–1948 zá            | Josef Knap; Zá                                              | FF UKB, PhDr.; 1952 11 let vězení; 3 000                                                                                       |
| Jan Knob                        | 24. 6. 1904 Veliš (o. Jičín) – 29. 4. 1977 Turnov (o. Semily)                                    | 1945–1948 zá            | Zá                                                          | UÚ; v 50. letech perzekvován                                                                                                   |
| Maxmilián Kolaja                | 23. 5. 1883 Vlkoš 99 (o. Hodonín) – 10. 10. 1966 Letovice (o. Blansko)                           | –1948 zá                | Maxmilian Kolaja; Br                                        | FF MU, PhDr.; vězněn za války                                                                                                  |
| Ludvík Kolář                    | 12. 8. 1885 Spešov 19 (o. Blansko) – 22. 9. 1927 Praha                                           | 1926–1927 úm            | Alois Kolář                                                 | |
| Antonín Kolek                   | 8. 7. 1895 Klobouky-Bohumilice 39 (o. Břeclav) – 9. 7. 1983 Rosice (o. Brno-venkov)              | 1945–1948 zá            | Antonín Kolek; Br                                           | UÚ; 13 000 |
| Jaroslav Kopa                   | 24. 12. 1905 Hodonín – 3. 4. 1977 Brno                                                           | 1944–1945 od            | Jaroslav František Ludvík Kopa; Br                          | 1 500 |
| Fráňa Kopeček                   | 14. 10. 1871 Přerov-Předmostí 19 – 23. 8. 1946 Ostrava-Slezská Ostrava                           | 1926–1946 úm            | František Kopeček; Ol                                       | UÚ; 4 500 |
| Olga Košutová                   | 8. 3. 1901 Velký Týnec 26 (o. Olomouc) – 10. 2. 1989 Praha                                       | 1946–1948 zá            | Olga Františka Košutová, pr. Klapálková; Ol                 | gymnázium; manžel Karel Klapálek                                                                                               |
| Josef Koudelák                  | 26. 2. 1906 Senička (o. Olomouc) – 20. 8. 1960 Bělkovice-Lašťany (o. Olomouc)                    | 1930–1948 zá            | Josef Koudelák; Ol                                          | UÚ; 8 000 |
| Stanislav Kovanda               | 28. 1. 1878 Nedvězí (o. Svitavy) – 17. 2. 1954 Brno                                              | 1912–1948 zá            | Stanislav Josef Kovanda; Zá                                 | PřF UK; 30 000 |
| František Kožík                 | 16. 5. 1909 Uherský Brod 66 – 5. 4. 1997 Praha                                                   | 1934–1948 zá            | František Jan Maria; Br                                     | PrF MU, JUDr. |
| Čeněk Kramoliš                  | 7. 12. 1862 Rožnov p. Radhoštěm 67 (o. Vsetín) – 16. 6. 1949 Brno                                | 1912–1948 zá            | Vincens Ambros Kramolišch; Op                               | UÚ; 5 000 |
| Stanislav Krejčí                | 2. 5. 1889 Dolany 84 (o. Olomouc) – 29. 7. 1974 Olomouc                                          | 1945–1948 zá            | Stanislav Jan Krejčí; Ol                                    | 11 000 |
| Zdeněk Kriebel                  | 29. 4. 1911 Brno, Zemská porodnice – 28. 12. 1989 Brno                                           | 1938–1948 zá            | Zdeněk Jan Kriebel; Br                                      | PrF MU, JUDr. |
| František Kropáč                | 28. 3. 1898 Valašské Meziříčí-Krásno n. Bečvou (o. Vsetín) – 9. 8. 1966 Praha                    | 1927–1948 zá            | Op                                                          | PrF UK, JUDr; vězněn za války; 15 000                                                                                          |
| František Křelina               | 26. 7. 1903 Podhradí (o. Jičín) – 25. 10. 1976 Praha                                             | 1943–1948 zá            | Zá                                                          | UÚ; 1952 12 let vězení; 5 000                                                                                                  |
| Petr Křička                     | 4. 12. 1884 Kelč 289 (o. Vsetín) – 25. 7. 1949 Okarec (o. Třebíč)                                | 1924–1948 zá            | Petr Ladislav Křička; Op                                    | ČVUT; bratr Jaroslav, sestra Pavla Křičková; 8 000                                                                             |
| Pavla Křičková                  | 14. 2. 1886 Kelč 289 (o. Vsetín) – 10. 7. 1972 Nové Město na M. (o. Žďár n. S.)                  | 1938–1945 od            | Pavlína Maria Křičková, pr. Homolková; Op                   | bratři Petr a Jaroslav Křička                                                                                                  |
| František Václav Kříž           | 26. 2. 1900 Viničné Šumice (o. Brno-venkov) – 24. 12. 1982 Brno                                  | 1936–1945 od            | Br                                                          | UÚ; 3 000 |
| Adolf Kubis                     | 18. 5. 1876 Brušperk 308 (o. Frýdek-Místek) – 25. 8. 1958 Olomouc                                | 1944–1947 od            | Adolf Kubis; Op                                             | 1 500 |
| Max Kurt                        | 25. 7. 1877 Valašské Meziříčí 88 (o. Vsetín) – 4. 5. 1960 Bratislava (Slovensko)                 | 1912–1939 od            | Maxmilián Alois Rudolf Kunert; Op                           | PrF Innsbruck + UK, JUDr.; |
| František Lazecký               | 18. 8. 1905 Tísek 10 (o. Nový Jičín) – 16. 11. 1984 Praha                                        | 1943–1948 zá            | František Josef Lazecký; Op                                 | ČVUT; 13 000 |
| František Lesař                 | 31. 12. 1901 Kostelec n. Orlicí (o. Rychnov n. Kn.) – 16. 4. 1945 Doudleby (o. Rychnov n. Kn.)   | 1943–1945 od            | František Lesař; Zá                                         | UŠ; 24 000 (i vdova) |
| František Loubal                | 3. 4. 1893 Chrudichromy 9 – 17. 12. 1950 Všebořice                                               | 1946–1948 zá            | Br                                                          | vězněn 1939–1940, vězněn 1948–1950                                                                                             |
| Joža Loubalová                  | 27. 6. 1903 Plzeň-Vnitřní město, Rubešova 549                                                    | 1946–1948 zá            | Josefa Marie Ladislava Růžičková, pr. Loubalová; Pl         | |
| Jan Machálek                    | 21. 4. 1906 Lipov (o. Hodonín) – 3. 8. 1992 Praha                                                | 1945–1948 zá            | Br                                                          | ČVUT |
| Bohumil Malina Ptáček           | 22. 2. 1906 Velké Meziříčí 497 (o. Žďár n. S.) – 15. 8. 1977 Brno                                | 1940–1948 zá            | Bohumil Alois Vilém Vratislav Ptáček; Br                    | KSČ |
| Jaroslav Marcha                 | 26. 5. 1880 Babice n. Svitavou 18 (o. Brno-venkov) – 29. 12. 1961 Brno                           | 1924–1948 zá            | Dominik Nejezchleb; Br                                      | ZŠ; AS, SNJ; 19 000 |
| Vojtěch Martínek                | 11. 4. 1887 Brušperk 134 (o. Frýdek-Místek) – 25. 4. 1960 Ostrava                                | 1913–1948 zá            | Vojtěch Martinek; Op                                        | FF UK, PhDr.; 3 000; Národní socialista                                                                                        |
| Antonín Matula                  | 9. 4. 1885 Kopřivnice-Lubina 12 (dř. Drnholec n. Lubinou, o. Nový Jičín) – 23. 1. 1953 Praha     | 1920–1948 zá            | Antonín Cyrill Matula; Op                                   | FF UK + UW |
| Vladimír Mazálek                | 9. 7. 1883 Blažovice 68 (o. Brno-venkov) – 1956                                                  | 1933–1948 zá            | Vladimír Mazálek; Br                                        | |
| Zachar Miron                    | 6. 6. 1879 Hnojice 67 (o. Olomouc)                                                               | 1913–1922 ne            | Josef Sedláček; Ol                                          | |
| Anna Mittenhubrová              | 1875 Bělá p. Bezdězem 32 (o. Mladá Boleslav) – 4. 8. 1953 Kroměříž                               | 1945–1948 zá            | Anna Josefa Mittenhuberová; Pr                              | 4 000 |
| Karel Mlčoch                    | 19. 10. 1907 Prostějov-Žešov – 7. 5. 1996 Praha                                                  | 1945–1948 zá            | Ol                                                          | ZOŠ; 1 000 |
| Alois Mrštík                    | 14. 10. 1861 Jimramov 156 (o. Žďár n. S.) – 24. 2. 1925 Brno, Zemská nemocnice                   | 1914–1916, 1923–1925 úm | Alois Mrschtik; Br                                          | UÚ; bratr Vilém Mrštík |
| Božena Mrštíková                | 7. 3. 1876 Olomouc-Hejčín 9 – 8. 6. 1958 Olomouc                                                 | 1945–1948 zá            | Božena Amalie Pacasová, pr. Mrštíková; Ol                   | měšťanka; manželka Viléma Mrštíka; 3 000                                                                                       |
| Jaroslav Nečas                  | 22. 5. 1913 Valašské Meziříčí (o. Vsetín) – 24. 12. 1988 Praha                                   | 1936–1948 zá            | Op                                                          | FF UK, PhDr; sestra Bohuslava Bradbrooková, manželka Lydie Nečasová; 15 000                                                    |
| Lydie Nečasová                  | 1915 Perm (Rusko) – 3. 7. 1972 Praha                                                             | 1945–1948 zá            | ? Zadražilová, pr. Nečasová                                 | FF UK, švagrová Bohuslava Bradbrooková                                                                                         |
| Stanislav Kostka Neumann        | 5. 6. 1875 Praha II-Nové Město 17/2 – 28. 6. 1947 Praha                                          | 1912 od                 | Stanislav Jan Konstantin Václav Bohudar Neumann; AP         | formálním členem jen několik týdnů, gym., ned. OA; ČSS, KSČ; vězněn za R-U                                                     |
| František Neužil                | 9. 5. 1907 Pozořice-Jezera (o. Brno-venkov) – 22. 11. 1995 Brno                                  | 1930–1948 zá            | Br                                                          | PeF MU; 16 500 |
| Vítězslav Nezval                | 26. 5. 1900 Biskoupky (o. Brno-venkov) – 6. 4. 1958 Praha                                        | 1926 od                 | Br                                                          | gym., ned. OA; ČSS, KSČ; formálním členem MKS jen několik týdnů; gym., ned. FF UK; KSČ                                         |
| A. C. Nor                       | 19. 9. 1903 Opava-Kylešovice 245 – 29. 7. 1986 Praha                                             | 1931–1936 od            | Josef Raimund Kaván, 1926 změna na Kaván-Nor; Op            | FF UK, PhDr. |
| František Novák                 | 8. 10. 1867 Telč 128 (o. Jihlava) – 25. 10. 1915 Boleradice (o. Břeclav)                         | 1914–1915 úm            | Franz Novák; Br                                             | reálka |
| František Obrtel                | 31. 3. 1873 Přerov-Henčlov 7 – 13. 2. 1962 Praha                                                 | 1915–1945 od            | Franc Obrtel; Ol                                            | FA ČVUT; syn Vít Obrtel |
| Josef Ošmera                    | 10. 3. 1899 Loukovice 35 (o. Třebíč) – 20. 12. 1977 Klobouky u Brna (o. Břeclav)                 | 1936–1948 zá            | Josef Ošmera; Br                                            | UÚ; 26 500 |
| Anna Pammrová                   | 29. 6. 1860 Jinošov 49 (o. Třebíč) – 19. 9. 1945 Žďárec (o. Brno-venkov)                         | 1932–1945 úm            | Anna Maria Pammerová; Br                                    | 7 000 |
| Mirko Paráček                   | 13. 8. 1920 Olomouc – 17. 7. 1991 Praha                                                          | 1941–1945 od            | Ol                                                          | PrF Mu a UK; JUDr.; 4 000 |
| Dominik Pavlíček                | 21. 2. 1877 Brno, Lidická 31 – 31. 1. 1952 Brno                                                  | 1912–1923 od            | Dominik Edvard Svoboda, od 4. 10. 1877 Pavlíček; Br         | |
| Antonín Pavlín                  | 23. 2. 1914 Hranice-Valšovice 4 (o. Přerov) – 28. 5. 1982 Brno                                   | 1945–1948 zá            | Ol                                                          | gym., ned. FF UK; 9 000 |
| Vladimír Pazourek               | 18. 8. 1907 Brno, Josefská 3 – 11. 2. 1987 Brno                                                  | 1943–1948 zá            | Vladimír František Pazourek; Br                             | UÚ, ned. FF MU; 5 000 |
| František Pečinka               | 27. 12. 1869 Nový Bydžov 29 (o. Hradec Králové) – 14. 5. 1917 Brno, Zemský ústav pro choromyslné | 1912–1917 úm            | František Pečenka; Zá                                       | ned. gymnázium |
| Františka Pecháčková            | 1. 8. 1904 Pašovice 81 (o. Uherské Hradiště) – 19. 1. 1991 Praha                                 | 1938–1948 zá            | Františka Janečková, pr. Pecháčková; Br                     | měšťanka; 3 000 |
| Bohuslav Pernica                | 13. 12. 1907 Brno-Královo Pole, Božetěchova 67 – 4. 11. 1968 Praha                               | 1936–1945 od            | Bohuslav Josef Pernica; Br                                  | UÚ; 5 000 |
| Otakar Peterka                  | 17. 5. 1906 Bohumín-Nový Bohumín (o. Karviná) – 27. 1. 1961 Brno                                 | 1945 od                 | Op                                                          | 3 000 |
| Jan Petrus                      | 18. 12. 1890 Vsetín 340 – 14. 1. 1968 Praha                                                      | 1926–1945 od            | Jan Evangelista Karel Petrus; Op                            | gym. ned. FF UK; 3 000 |
| Bohumír Polach                  | 8. 11. 1899 Brno, Zvonařka 5 – 11. 12. 1979 Brno                                                 | 1947–1948 zá            | Bohumír Josef Skočovský, od 13. 8. 1920 Polach; Br          | KSČ |
| Bohumír Justyn Popelář          | 31. 10. 1914 Kokořov – 20. 7. 1969 Brno                                                          | 1946–1948 zá            | Pl                                                          | |
| František Pospíšil              | 5. 6. 1885 Skaštice 30 (o. Kroměříž) – 24. 4. 1958 Bolešov (o. Ilava, Slovensko)                 | 1933–1945 vy            | František Bonifác Pospišil; Br                              | vyloučen za kolaboraci 22. 3. 1945                                                                                             |
| Gabriela Preissová              | 23. 3. 1862 Kutná Hora 447 – 27. 3. 1946 Praha                                                   | 1915–1946 úm            | Gabriela Marie Sekerová, pr. Preissová, pr. Habaerthová; Pr | dívčí škola; 7 000 |
| Antonín Procházka               | 13. 1. 1908 Banja Luka (Bosna a Hercegovina) – 2. 7. 1966 Praha                                  | 1945–1946 od            | ?                                                           | 2 000 |
| František Serafínský Procházka  | 15. 1. 1861 Náměšť na Hané 71 (o. Olomouc) – 28. 1. 1939 Praha                                   | 1912–1939 úm            | Franz Seraf Dominik Prochaska; Ol                           | FF UK |
| Karel Vojtěch Prokop            | 13. 5. 1860 Hněvkovice-Budeč (o. Havlíčkův Brod) – 2. 12. 1914 Rosice 29 (o. Brno-venkov)        | 1912–1914 úm            | Karel Vincenc Prokop; Zá                                    | UÚ |
| Václav Prokůpek                 | 11. 7. 1902 Dolní Lochov (o. Jičín) – 22. 5. 1974 Praha                                          | 1939–1948 vy            | Zá                                                          | reálka, ned. ČVUT; AS, vyloučen AV MKS 21. 2. 1948; 1952 odsouzen na 22 let                                                    |
| Ondřej Přikryl                  | 26. 11. 1862 Výšovice 26 (o. Prostějov) – 22. 12. 1936 Prostějov                                 | 1913–1936 úm            | Andreas Přikril; Ol                                         | LF UK; LSPnM ČND NDS |
| Marie Příleská                  | 23. 12. 1882 Všechovice 2 (o. Přerov) – 25. 6. 1963 Zlín                                         | 1936–1948 zá            | Maria Mořkovská, pr. Blažková; Ol                           | měšťanka |
| Václav Renč                     | 18. 11. 1911 Straškov-Vodochody, Straškov (o. Litoměřice) – 30. 4. 1973 Brno                     | 1943–1946 od            | Li                                                          | FF UK, PhDr.; 1952 odsouzen na 25 let                                                                                          |
| Josef Rosenzweig-Moir           | 24. 8. 1887 Neustupov (o. Benešov) – 12. 10. 1944 Osvětim? (Polsko)                              | 1915–1923 od            | Josef Rosenzwig; AŽ                                         | Jiří Orten synovec |
| Zdeněk Rotrekl                  | 1. 10. 1920 Brno – 9. 6. 2013 Brno                                                               | –1948 vy                | Br                                                          | vyloučen |
| Vojtěch Rozner                  | 23. 4. 1905 Uhřice (o. Hodonín) – 20. 4. 1991 Liberec                                            | 1938–1945 vy            | Vojtěch Jiří Rozner; Br                                     | vyloučen za kolaboraci Syndikátem 15. 5. 1945; gym., ned. PrF UK; 10 400                                                       |
| Milan Rusínský                  | 10. 2. 1909 Litovel 195 (o. Olomouc) – 8. 11. 1987 Ostrava                                       | 1936–1948 zá            | Milán František Rusinský; Ol                                | reálka, ned. FF UK; 37 000 |
| Ivan Sabinov                    | 21. 2. 1911 Rajhrad-Čeladice (o. Brno-venkov) – 1969                                             | 1945–1948 vy            | Arnošt Brázdil; Br                                          | 2 000; vyloučen AV MKS 21. 2. 1948, 1949 odsouzen na doživotí                                                                  |
| Jan Vojtěch Sedlák              | 20. 9. 1889 Boskovice 39 (o. Blansko) – 14. 6. 1941 Praha                                        | 1925–1941 úm            | Jan Sedlák; Br                                              | FF UK, PhDr.; 2 000 (matka) |
| František Sekanina              | 15. 2. 1875 Plumlov-Žárovice 10 (o. Prostějov) – 4. 3. 1958 Smečno (o. Kladno)                   | 1912–1945 od            | František Sekanina; Ol                                      | reálka, ČVUT, kurs na FF UK |
| Josef Sekera                    | 4. 12. 1897 Starkoč 70 (o. Kutná Hora) – 14. 11. 1972 Benešov (o. Benešov)                       | 1935–1945 od            | Josef Sekera; Pr                                            | UŠ |
| František Skácelík              | 25. 11. 1873 Přerov 92 – 26. 12. 1944 Praha                                                      | 1934–1944 úm            | František Jan Josef Skácelík; Ol                            | LF UK a UW, MUDr. |
| Augusta Skálová                 | 28. 9. 1898 Želatovice 31 (o. Přerov) – 27. 5. 1996 Bílý potok (?)                               | 1942–1948 zá            | Augustina Běhalová, pr. Dočkalová? Ol                       | UÚ ned. FF; 2 000 |
| Zikmund Skyba                   | 3. 3. 1909 Hvozdná (o. Zlín) – 23. 7. 1957 Praha                                                 | 1944–1948 zá            | Br                                                          | průmyslovka; 6 000 |
| Bedřich Slavík                  | 18. 5. 1911 Olomouc, Horní Fröhlichova 18 – 28. 8. 1979 Praha                                    | 1938–1946 od            | Bedřich Josef Slavík; Ol                                    | FF UK, MU PhDr.; 4 000 |
| Jindřich Maria Slavík           | 8. 6. 1907 Jablunkov 121–124 (o. Frýdek-Místek) – 2. 9. 1987 Olomouc                             | 1944–1948 zá            | Stanislaus Wenzel Vrbík; Op                                 | gymnázium; 4 000 |
| Fran Směja                      | 14. 5. 1904 Opava-Suché Lazce – 11. 2. 1986 Opava                                                | 1936–1948 zá            | Op                                                          | UÚ; vězněn 19411942; 37 000 |
| Jaroslav Směja-Lončar           | 10. 12. 1911 Opava-Suché Lazce                                                                   | 1945–1948 zá            | Op                                                          | nejsou bratři |
| František Sokol Tůma            | 2. 5. 1855 Benešov 55 (o. Benešov) – 31. 12. 1925 Ostrava-Moravská Ostrava                       | 1912–1925 úm            | František de Paula Tuma; Pr                                 | |
| Jindřich Spáčil                 | 24. 5. 1899 Kvasice (o. Kroměříž) – 20. 11. 1978 Kroměříž                                        | 1933–1948 zá            | Br                                                          | UÚ; SD, NS, KSČ; 13 000 |
| Zdeněk Spilka                   | 1. 1. 1903 Slatiňany (o. Chrudim) – 16. 1. 1987 Brno                                             | 1936–1948 zá            | Zá                                                          | OA; 20 000 |
| Josef Staněk                    | 15. 2. 1887 Měrovice n. Hanou 62 (o. Přerov) – 7. 7. 1947 Brno                                   | 1924–1947 úm            | Josef Staněk; Ol                                            | FF UK, PhDr.; ČSNS; 11 000 |
| Vilém Steinman                  | 31. 10. 1880 Oplocany (o. Přerov) – 23. 2. 1962 Brno                                             | 1940–1948 zá            | Ol                                                          | 11 000 |
| Eugen Stoklas                   | 11. 11. 1882 Příbor 34 (o. Nový Jičín) – 11. 3. 1963 Litovel (o. Olomouc)                        | 1935–1936 od            | Eugen Bohumír Stoklas; Op                                   | FF UK |
| Julie Strimplová                | 10. 12. 1907 Brno                                                                                | 1942–1948 zá            | Br                                                          | KSČ vyloučena 1952; 23 000 |
| Martin Strouhal                 | 11. 4. 1907 Zdětín 39 (okr. Prostějov) – 2. 11. 1987 Litovel (o. Olomouc)                        | 1945–1948 zá            | Martin Strouhal; Ol                                         | vězněn za války |
| Vladimír Stupka                 | 13. 1. 1906 Brno – 26. 5. 1980 Brno                                                              | 1940–1948 zá            | Br                                                          | FF MU, PhDr. |
| Jiří Sumín                      | 9. 10. 1863 Uhřičice (o. Přerov) – 11. 11. 1936 Přerov                                           | 1912–1936 úm            | Amalia Wrba; Ol                                             | vyšší dívčí škola |
| Adolf Svoboda                   | 29. 1. 1906 Třebíč                                                                               | 1945–1948 zá            | Br                                                          | 4 000 |
| Františka Svobodová-Goldmannová | 14. srpna 1859 Ždánice 183 o. Hodonín – 22. listopadu 1924 Brezno (Slovensko)                    | –1918                   | Franziska Goldmann; Br                                      | |
| Nina Svobodová                  | 16. 6. 1902 Praha – 4. 9. 1988 Praha                                                             | 1945–1948 zá            | Antonie Malvína Svobodová; AP                               | měšťanka; ČSL, 1949 odsouzena na 16 a půl roku; 6 000                                                                          |
| Sonja Špálová                   | 6. 11. 1898 Ochoz u Brna (o. Brno-venkov) – 17. 2. 1994 Brno                                     | 1945–1948 zá            | Františka Švehlová, pr. Špálová, pr. Ramešová; Br           | gymnázium? ned LF UK? |
| Antonín Šrámek                  | 3. 1. 1894 Moravské Knínice 107 (o. Brno-venkov) – 13. 2. 1972 Brno                              | 1927–1948 zá            | Antonín Šrámek; Br                                          | stavební průmyslovka; 11 500                                                                                                   |
| František Táborský              | 16. 1. 1858 Bystřice p. Hostýnem 118 (o. Kroměříž) – 21. 6. 1940 Praha                           | 1926–1940 úm            | Franz Taborsky; Br                                          | gymnázium |
| František Taufer                | 2. 4. 1885 Němčice n. Hanou 123 (o. Prostějov) – 22. 7. 1915 u Lublinu (Polsko)                  | 1912–1915 úm            | František Taufer; Ol                                        | UÚ; otec Jiřího Taufera |
| Rudolf Těsnohlídek              | 7. 6. 1882 Čáslav 34 (o. Kutná Hora) – 12. 1. 1928 Brno                                          | 1924–1928 úm            | Rudolf Vincenc Jan Těsnohlídek; Pr                          | gymnázium, ned. FF UK |
| František Trávníček             | 17. 8. 1888 Spešov 12 (o. Blansko) – 6. 6. 1961 Brno                                             | 1929–1945 od            | František Josef Trávníček; Br                               | FF KU, PhDr.; KSČ; 3 000 |
| Antonín Trýb                    | 7. 3. 1884 Roztoky (ul. Karlov, o. Rakovník) – 3. 9. 1960 Brno                                   | 1924–1930 od            | Pr                                                          | LF UK, MUDr.; SD, KSČ |
| Ladislav Třenecký               | 4. 6. 1902 Ostrava-Slezská Ostrava 412 – 30. 3. 1942 Osvětim (Polsko)                            | 1936–1942 úm            | Ladislaus Trzyniecki; Op                                    | UÚ; vězněn, oběť okupace; 8 000 (vdova)                                                                                        |
| Běta Turečková                  | 28. 9. 1902 Velká n. Veličkou 206 (o. Hodonín) – 31. 3. 1987 Brno                                | 1945–1948 zá            | Alžběta Čambalová; Br                                       | |
| Vladimír Úlehla                 | 16. 7. 1888 Vídeň (Rakousko) – 3. 7. 1947 Brno                                                   | 1945–1947 úm            | ?                                                           | FF UK a U Štrasburk, PhDr.; 3 000                                                                                              |
| Jarmila Urbánková               | 23. 2. 1911 Horní Vilémovice (o. Třebíč) – 13. 5. 2000 Praha                                     | 1934–1948 zá            | Jarmila Urbánková, pr. Galandauerová; Br                    | FF UK; KSČ; syn Jan Galandauer; 7 000                                                                                          |
| Josef Vaca                      | 15. 3. 1904 Kostelec na Hané 114 (o. Prostějov) – 11. 8. 1966 Olomouc                            | 1940–1948 zá            | Josef Vaca; Ol                                              | |
| Vladislav Vančura               | 23. 6. 1891 Háj ve Slezsku 30 (o. Opava) – 1. 6. 1942 Praha                                      | 1933–1942 úm            | Vladislav Jan Franz Vančura; Op                             | LF UK, MUDr.; má stejného pradědečka Vančuru jako Jiří Mahen, dcera Alena Santarová; KSČ 1929 vyloučen; 1942 zatčen a popraven |
| Věra Vášová                     | 4. 10. 1879 Praha – 12. 11. 1963 Nové Město na M. (o. Žďár n. S.)                                | 1925–1932 od            | Věra Váňová; AP                                             | gymnázium, ned. UÚ |
| Zdeněk Vavřík                   | 21. 9. 1906 Libhošť (o. Nový Jičín) – 29. 12. 1964 Praha                                         | 1934–1936 od            | Zdeněk Alois Maria Vavřík; Op                               | PrF, FF UK; 11 000 |
| Adolf Veselý                    | 4. 1. 1886 Lipůvka 74 (o. Blansko) – 7. 5. 1961 Praha                                            | 1912–1929 od            | Adolf Veselý; Br                                            | VUT; 4 000 |
| Antonín Veselý                  | 27. 3. 1888 Křižánky-Moravské Křižánky 62 (o. Žďár n. S.) – 3. 10. 1945 Praha                    | 1926–1945 úm            | Antonín Weselý; Br                                          | gymnázium; 32 000 (i vdova) |
| Jan Vladislav                   | 15. 1. 1923 Hlohovec (Slovensko) – 3. 3. 2009 Praha                                              | 1945–1948 zá            | Ladislav Bambásek; ?                                        | 15 000 |
| Alois Vojkůvka                  | 3. 6. 1903 Bystřice p. Hostýnem-Rychlov (o. Kroměříž) – 8. 1977 Ostrava                          | 1942-1945 vy            | Alois Vojkůvka; Br                                          | vyloučen za kolaboraci Syndikátem 15. 5. 1945; OŠ; 1 500                                                                       |
| Jaroslav Vyplel                 | 2. 12. 1890 Kroměříž – 19. 4. 1969 Brno                                                          | 1937–1948 zá            | Br                                                          | UÚ; 24 500 |
| František Wenzl                 | 28. 4. 1889 Bezděčí u Trnávky-Unerázka (o. Svitavy) – 9. 6. 1942 Brno                            | 1941-1942 úm            | Zá                                                          | AS, za války vězněn, popraven                                                                                                  |
| Alois Zábranský                 | 8. 2. 1858 Jáchymov 19 (nyní souč. ob. Náklo, o. Olomouc) – 9. 9. 1921 Uherské Hradiště 231      | 1913–1921 úm            | Franz Čerwinek; Ol                                          | PrF UK |
| Jan Zahradníček                 | 17. 1. 1905 Mastník 20 (o. Třebíč) – 7. 10. 1960 Vlčatín (o. Třebíč)                             | –1948 zá                | Jan Alois Zahradníček; Br                                   | gym., ned. FF UK; 1952 odsouzen na 13 let                                                                                      |
| Jaroslav Zatloukal              | 6. 3. 1905 Opava, Sperl. Gasse 1 – 23. 9. 1958 Brno                                              | 1935–1945 od            | Jaroslav Josef Zatloukal; Op                                | FF MU, PhDr.; vězněn za války                                                                                                  |
| Vilém Závada                    | 22. 2. 1905 Ostrava-Hrabová 29 – 30. 11. 1982 Praha                                              | 1933–1945 od            | Vilém František Závada; Op                                  | FF UK, PhDr.; KSČ; 3 000; bratr Jaroslav Závada                                                                                |
| Oldřich Zemek                   | 30. 7. 1893 Tupesy (o. Uherské Hradiště) – 1967 Praha                                            | 1926–1928 od            | Josef Oldřich Zemek, od 1956 hl. jméno Oldřich; Br          | VZŠ |
| Jaroslav Želiva                 | 9. 7. 1883 Štěpánov-Moravská Huzová 60 (o. Olomouc) – 8. 7. 1968 Olomouc                         | 1912–1913 od            | Ferdinand Antonín Rýpar; Ol                                 | UÚ |
| Filip Cyril Župka               | 7. 6. 1885 Ivanovice na Hané (o. Vyškov) – 3. 4. 1964 Kostelec ?                                 | 1914–1948 zá            | Filip Cyrill Župka; Br                                      | OA, VOŠ; 9 000 |

#### Počet činných členů
| rok   | 1912 | 1913 | 1914 | 1916 | 1922 | 1923 | 1924 | 1925 | 1926 | 1926 | 1927 | 1928 | 1936 | 1937 | 1939 | 1939 | 1940 | 1945 | 1948 |
| počet | 27   | 33   | 34   | 33   | 32   | 34   | 36   | 35   | 39   | 42   | 52   | 51   | 65   | 69   | 73   | 76   | 81   | 107  | 140  |

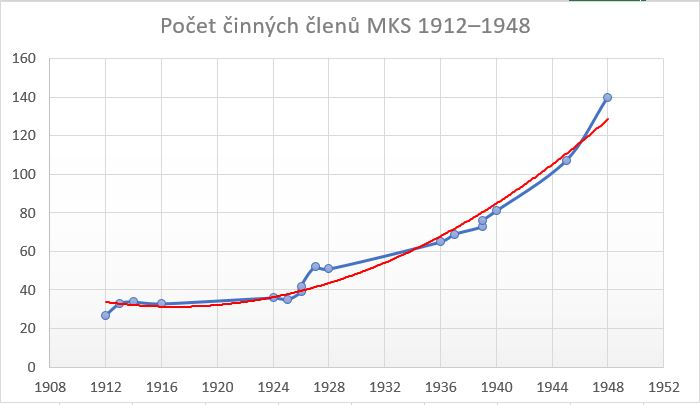

Průběh počtu činných členů odpovídal s malými odchylkami parabole (červená křivka). Hodnoty pro rok 1948 jsou odhadem uvedeným v Lexikonu české literatury.

### Zakládající členové
Statisticky nezpracováno pro malý počet informací o zakládajících členech.

### Přispívající členové
| 1912 | 1913 | 1914 | 1922 | 1925  | 1925  | 1926  | 1927  | 1928  | 1932  | 1933  | 1936  | 1937  | 1939  | 1944  | 1947  | 1948   |
| 17   | 80   | 114  | 100  | 1 461 | 2 549 | 3 100 | 3 114 | 3 000 | 3 133 | 2 535 | 2 233 | 2 334 | 1 825 | 5 000 | 9 000 | 10 000 |

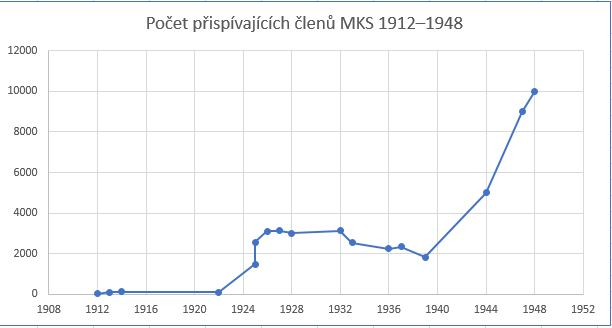

Počet přispívajících členů zprvu stagnoval (1912–1922). Pak se vyšplhal za hranici 3 000 (1922–1926). Po druhém období stagnace (1926–1932) dokonce pokles – za světové hospodářské krize v letech 1929–1939. Válečné a poválečné období ukázalo velký vzrůst zájmu o českou knihu. Údaje z let 1944 a 1948 jsou opět pouze odhadovány.

### Čestní členové (do roku 1937)[167]
- Edvard Beneš
- Petr Bezruč
- Otokar Březina
- Milan Hodža
- Metoděj Jahn
- Viktor Kamil Jeřábek
- Čeněk Kramoliš
- František Mareš[1]
- Tomáš Garrigue Masaryk
- Ondřej Přikryl